# George Shuckburgh-Evelyn
Pour les articles homonymes, voir Shuckburgh.
George Augustus William Shuckburgh-Evelyn, 6e baronnet (23 août 1751 - 11 août 1804) est un homme politique, mathématicien et astronome britannique.

## Biographie
George Shuckburgh est né le 23 août 1751, fils de Richard Shuckburgh de Limerick. Il fait ses études à la Rugby School et au Balliol College, à Oxford, où il obtient un baccalauréat en 1772.
À la mort de son oncle, il devient baronnet en 1773 et lors de son retour en Europe après ses études de troisième cycle, il s'installe à Shuckburgh Hall, la propriété familiale située à Shuckburgh, dans le Warwickshire. Il siège à la Chambre des communes en tant que député du Warwickshire de 1780 jusqu'à son décès en 1804.
En 1782, il épouse Sarah Johanna Darker, fille de John Darker. Il se remarie le 6 octobre 1785 avec Julia Annabella Evelyn, fille de James Evelyn de Felbridge. Quand son beau-père meurt en 1793, il ajoute Evelyn à son propre nom de famille. Leur fille, Julia Evelyn Medley Shuckburgh, épouse Charles Jenkinson (3e comte de Liverpool).
Il est décédé le 11 août 1804 à Shuckburgh, dans le Warwickshire.

## Contributions scientifiques
Il fait une série d'observations astronomiques et une éphéméride qu'il publie en douze volumes entre 1774 et 1797. En 1791, le télescope Shuckburgh est installé dans son observatoire privé dans le Warwickshire, en Angleterre,. Parmi ses observations figurent des mesures des caractéristiques de la surface lunaire. Le cratère Shuckburgh sur la Lune porte son nom.
Il contribue également à la métrologie. Il effectue une série d'observations sur le changement du point d'ébullition de l'eau à différentes pressions, et souligne la nécessité de contrôler cet effet lors de l'étalonnage des thermomètres. La balance de Shuckburgh est une verge en laiton standard construite pour lui par Edward Troughton, dont la compagnie fait ensuite le standard victorien de 1855. George Biddell Airy utilise l'échelle de Shuckburgh dans ses mesures de la forme de la Terre et est la norme pour de nombreuses années pour le gouvernement britannique,.
En statistiques, il est un pionnier dans la compilation des Indice des prix.
Il devient membre de la Royal Society en 1774. En 1798, il remporte la médaille Copley, la plus haute distinction de la Society.